# Baolang
Baolang is een bestuurslaag in het regentschap Alor van de provincie Oost-Nusa Tenggara, Indonesië. Baolang telt 450 inwoners (volkstelling 2010).